# Фатих джамия
 Тази статия е за джамията в Истанбул.  За други джамии със същото име вижте Фатих джамия (пояснение).  
Фатих джамия (на турски: Fatih Camii, „Джамията на завоевателя“) е османска джамия край булевард Февзи паша в район Фатих в Истанбул, Турция. Оригиналната джамия е построена между 1463 и 1470 г. на мястото на църквата на Светите апостоли. Сериозно повредена при земетресението от 1766 г., тя е възстановена през 1771 г. с различен дизайн. Носи името на османския султан Мехмед II Завоевателя, известен на турски като Фатих Султан Мехмед, който превзема Константинопол през 1453 г.
Медресето Sahn-ı Seman, някога важен център за изучаване на теология, право, медицина, астрономия, физика и математика, е било част от Фатих джамия. Основано е от тюркския астроном Али Кушджи, поканен от Мехмед в неговия двор в Истанбул.
Комплексът на джамията е напълно реставриран през 2009 г. и отново десет години по-късно. Отваря отново за богомолци през 2021 г.

## История
Комплексът на джамията Фатих е религиозна и социална сграда с безпрецедентен размер и сложност, построена в Истанбул между 1463 – 1470 г. по заповед на Фатих Султан Мехмед. Тя е построена на мястото на бившата византийска църква „Свети апостоли“, която е била в лошо състояние след Четвъртия кръстоносен поход и е била разрушена, за да направи място за джамията. Църквата е била гробницата на римския император Константин – преди построяването на джамията неговият саркофаг е бил поставен в средата на дванадесет други саркофага, представящи дванадесетте апостоли, на символичното място на Христос.
Джамията Фатих е първият монументален проект в османската имперска архитектурна традиция. Построена е от гръцкия архитект Атик Синан, който не трябва да се бърка с по-известния османски архитект Мимар Синан.
Оригиналният комплекс включва осем медресета, библиотека, болница (дарюшшифа), дервишки хан (тапхане), кервансарай, пазар, хамам, основно училище (мектеп), обществена кухня (имарет) за бедните и около 280 магазина. Различни гробници (тюрбета) са добавени на по-късна дата. Оригиналният комплекс покрива квадратна площ със страна от 325 метра, простираща се по протежение на Златния рог на булевард Февзи паша.
Първата джамия е силно повредена при земетресението през 1509 г. След това е ремонтирана, но отново е повредена от земетресенията през 1557 и 1754 г. и отново е ремонтирана. След това е напълно разрушена от земетресението на 22 май 1766 г., когато главният купол се срутва и стените са непоправимо повредени.
Поръчана от султан Мустафа III, сегашната джамия (проектирана по напълно различен план) е построена между 1767 и 1771 г. от архитекта Мехмет Тахир ага.

## Архитектура

### Екстериор
Първата джамия Фатих има един централен купол, поддържан от единичен полукупол със същия диаметър от страната на кибла и окачен на четири арки. Неговият купол е с диаметър 26 метра. Втората барокова джамия, построена след земетресението от 1766 г., има квадратен план. Има един централен купол, поддържан от четири полукупола. От първоначалната конструкция са оцелели само дворът, порталът на главния вход и долните части на минаретата.

### Интериор
Настоящият интериор на джамията Фатих е по същество копие на по-ранни проекти, изобретени от Синан, използвани многократно от него и неговите наследници в Истанбул (тази техника е емулативна на Света София). Централният купол с диаметър 26 метра се поддържа от четири полукупола на всяка ос, поддържани от четири големи мраморни колони. Има две минарета с две галерии. Калиграфията в джамията и мимбарът показват бароково влияние, но белите плочки нямат великолепието на плочките от Изник, използвани в други джамии, като джамията Рюстем паша.
Михрабът е оцелял от първоначалната конструкция.

### Комплекс
Както при другите императорски джамии в Истанбул, джамията Фатих е проектирана като кюлие или комплекс със съседни структури за обслужване както на религиозни, така и на културни нужди.
На север и на юг от джамията са Sahn-ı Seman, осем големи медресета, по четири от всяка страна. Тези сгради са симетрични и всяка съдържа 18 килии за четирима ученици и дершане. Пристройките зад самото медресе са загубени от строителството на пътя. В медресето се обучават около хиляда студенти, което го превръща в голям за времето си университет.
Дервишкият хан, извън югоизточния ъгъл на джамията, има красив двор, поддържан от 16 различни колони от зеленина и гранит, вероятно спасени от църквата на Светите апостоли.
Срещу хана на дервишите е голямото бароково тюрбе на майката на султан Махмуд II, Накшидил Султан (1761 – 1817).
Гробището до джамията съдържа гробниците (тюрбета) на султан Мехмед II и съпругата му Гюлбахар Хатун. И двете са реконструирани след земетресението. Тюрбето на Завоевателя е с богато декориран интериор и е популярно място за официални церемонии. Било е обичайно новите султани да посещават гробницата веднага след поставянето на меча на Осман в джамията Еюп Султан. Тюрбето на Гюлбахар е по-просто, с класически линии и може много да наподобява оригинала. Гробището съдържа и последните места за почивка на много важни държавни служители, включително фелдмаршал Гази Осман паша, чиято гробница е проектирана от Кемаледин бей. Изтъкнатият османист и университетски професор Халил Иналджък е погребан тук през 2016 г.
От едната страна на джамията и свързана с нея е куполната библиотека Джарулах Ефенди, която е построена през 1724 г. Една от вратите ѝ се отваря към улицата, а другите две се отварят към вътрешния двор на джамията. Библиотеката е в ремонт, а книгите са под закрила в библиотека „Сюлеймание“.
Кервансарайът е ремонтиран през 1980-те години и е комбиниран с нови магазини, за да започне да функционира като работно място. Болницата, пазарът, кухните и хамамът на оригиналния комплекс са загубени.
- Западната страна на Фатих джамия
- Интериор на Фатих джамия
- Таван на Фатих джамия
- Интериор на Фатих джамия
- Куполите на Фатих джамия
- Декорация на Фатих джамия
- Рибешко око на Фатих джамия
- Група във Фатих джамия
- Дворът на Фатих джамия
- Дворът на Фатих джамия

## Влияния
Според турския историк Мехмет Ага-Оглу джамията е представителство на ислямската персийска архитектура на медресето, а не на византийската църковна архитектура. Това мнение е подкрепено от други турски учени, които твърдят, че османската архитектура е продължение на „близкоизточната архитектурна традиция“.